# Sondagens das eleições gerais espanholas de 2023
No período que antecedeu as eleições gerais espanholas de 2023 várias organizações realizaram sondagens de opinião para avaliar a intenção de voto em Espanha durante o mandato das 14ª Cortes Gerais. Os resultados dessas sondagens são exibidos neste artigo. O intervalo de datas para estas sondagens de opinião é entre a eleição geral anterior, realizada a 10 de novembro de 2019, até o dia da eleição, a 23 de julho de 2023.